# Подгора (Хорватія)
Подгора (хорв. Podgora) — населений пункт і громада в Сплітсько-Далматинській жупанії Хорватії.

## Населення
Населення громади за даними перепису 2011 року становило 2518 осіб. Населення самого поселення становило 1268 осіб.
Динаміка чисельності населення громади:
Динаміка чисельності населення центру громади:

## Населені пункти
Крім поселення Подгора, до громади також входять: 
- Драшниці
- Горнє Ігране
- Ігране
- Живогоще

## Клімат
Середня річна температура становить 14,59 °C, середня максимальна – 26,60 °C, а середня мінімальна – 2,03 °C. Середня річна кількість опадів – 854 мм.
| Клімат поселення                              | Клімат поселення | Клімат поселення | Клімат поселення | Клімат поселення | Клімат поселення | Клімат поселення | Клімат поселення | Клімат поселення | Клімат поселення | Клімат поселення | Клімат поселення | Клімат поселення | Клімат поселення |
| Показник                                      | Січ.             | Лют.             | Бер.             | Квіт.            | Трав.            | Черв.            | Лип.             | Серп.            | Вер.             | Жовт.            | Лист.            | Груд.            |                  |
| Середній максимум, °C                         | 11,13            | 11,50            | 13,90            | 17,07            | 21,87            | 25,93            | 26,60            | 26,27            | 22,87            | 19,07            | 14,40            | 11,07            |                  |
| Середня температура, °C                       | 6,57             | 6,97             | 9,33             | 12,50            | 17,30            | 21,40            | 23,37            | 23,07            | 19,67            | 15,87            | 11,23            | 7,87             |                  |
| Середній мінімум, °C                          | 2,03             | 2,37             | 4,77             | 7,93             | 12,73            | 16,80            | 20,17            | 19,87            | 16,47            | 12,67            | 8,00             | 4,67             |                  |
| Норма опадів, мм                              | 83               | 71               | 74               | 72               | 58               | 48               | 33               | 49               | 69               | 95               | 108              | 94               |                  |
| Середньомісячна швидкість вітру, м/с          | 3.23             | 3.53             | 3.70             | 3.30             | 2.90             | 2.70             | 2.80             | 2.50             | 2.80             | 2.90             | 3.63             | 3.63             |                  |
| Середньомісячна сонячна радіація, кДж/м²·день | 5593             | 8290             | 12068            | 16427            | 20265            | 23071            | 24917            | 22000            | 16322            | 10531            | 6119             | 4728             |                  |
| --------------------------------------------- | ---------------- | ---------------- | ---------------- | ---------------- | ---------------- | ---------------- | ---------------- | ---------------- | ---------------- | ---------------- | ---------------- | ---------------- | ---------------- |
| Джерело:                                      |                  |                  |                  |                  |                  |                  |                  |                  |                  |                  |                  |                  |                  |